# Lars Schenmark (1694–1773)
Lars Schenmark, född 23 mars 1694 i Skänninge, död 14 september 1773 i Östra Ny socken, var en svensk präst i Östra Ny församling.

## Biografi

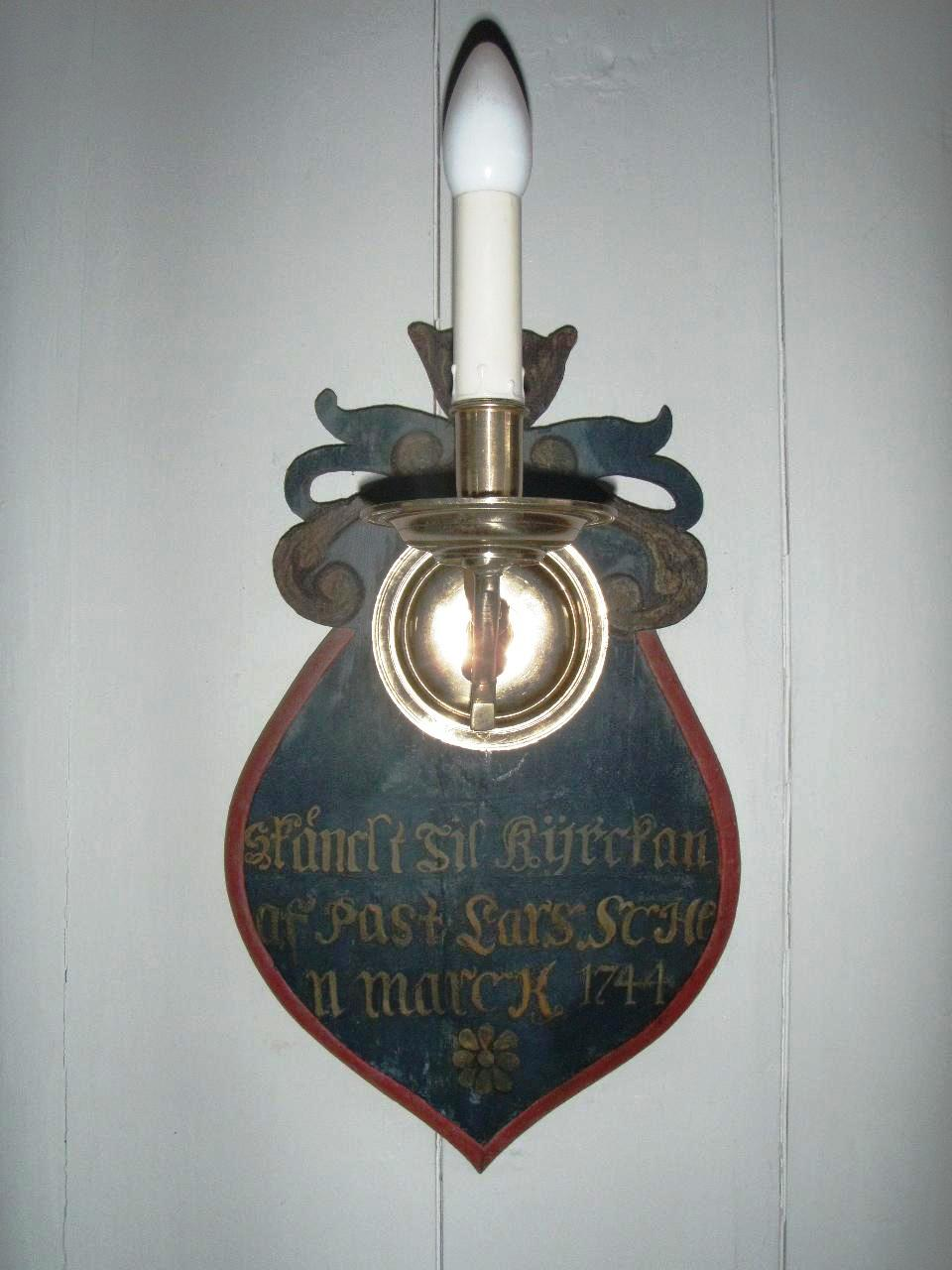
Skänkt till Östra Ny kyrkan av Lars Schenmark, 1744.

Lars Schenmark föddes 23 mars 1694 i Skänninge. Han var son till handelsmannen Nils Andersson och Anna Törner. Schenmark studerade i Skänninge  och Linköping och blev 1716 student vid Uppsala universitet. Han prästvigdes 29 mars 1718 till komminister i Östra Stenby församling och blev 1738 kyrkoherde i Östra Ny församling, tillträdde 1739. Schenmark blev 11 juli 1770 prost. Han avled 14 september 1773 i Östra Ny socken och begravdes 28 september samma år  under benhuset med likpredikan av lektorn Johan Törner i Linköping.
Ett porträtt av Schenmark finns i Östra Ny kyrkas sakristia och en marmortavla på tornmurens södra sida visar var han är begravd.

### Familj
Schenmark gifte sig första gången 1 augusti 1719 med Brita Wåhlin (1698–1750). Hon var dotter till kyrkoherden i Östra Stenby socken. De fick tillsammans barnen professorn Nils Schenmark i Lund, Ingeborg Schenmark (1722–1724), Fabian Schenmark (1724–1724), handlanden Lars Schenmark (1725–1790) i Landskrona, Anna Catharina Schenmark (född 1728) som var gift med klensmeden Knut Petersson Möller i Norrköping, Brita Schenmark som var gift med kyrkoherden Sven Bergengren i Gryts församling, Andreas Schenmark (1731–1732), Helena Schenmark (1734–1734) och Jonas Schenmark (1736–1772).
Schenmark gifte sig andra gången 1 maj 1751 med Elisabeth Maria Collander. Hon var dotter till kyrkoherden Johan Collander och Maria Tzander i Östra Husby socken. De fick tillsammans barnen kyrkoherden Johan Schenmark i Konungsunds församling och en dödfödd son (1752–1752).